# Médaille Keith
La médaille Keith est un prix attribué par la Royal Society of Edinburgh, l'académie écossaise, à un article scientifique qui a été publié dans l'une des revues scientifiques de la société. La préférence est donnée à un article contenant une découverte, soit en mathématiques, soit en sciences de la terre. 
Le prix n'est plus décerné depuis 2006.

## Histoire
La médaille a été inaugurée en 1827, à la suite d'un don de Alexander Keith de Dunottar (en), le premier trésorier de la société. Elle est décernée sur une base quadriennale, alternativement à un article paru dans les Proceedings A (mathématiques) ou les Transactions (sciences de la terre et de l'environnement).
La médaille n’est plus attribuée depuis 2006 bien qu'une édition 2011 ait été prévue.

## Récipiendaires de la médaille Keith
- 1827 et 1829 : David Brewster[2]
- 1831 : Thomas Graham[2]
- 1833, 1841 et 1863 : James David Forbes[2]
- 1835 : John Scott Russell[3]
- 1837: John Shaw[4] on the Development and Growth of the Salmon
- 1845 : Thomas Brisbane[5]
- 1849 : Philip Kelland[5]
- 1851 : William Rankine[5]
- 1853 : Thomas Anderson[2]
- 1855-1857 : George Boole[5]
- 1859 : John Allan Broun[5]
- 1861 : William Thomson (Lord Kelvin)[3]
- 1865 : Charles Piazzi Smyth[3]
- 1867 et 1871 : Peter Guthrie Tait[3]
- 1869 : James Clerk Maxwell[3]
- 1873 : Alexander Crum Brown[2]
- 1875 : Matthew Forster Heddle (en)[2]
- 1877 : Henry Charles Fleeming Jenkin[2]
- 1879 : George Chrystal[2]
- 1881 et 1899 : Thomas Muir[3]
- 1883 : John Aitken[6]
- 1885 : John Young Buchanan (en)[2]
- 1887 : Edmund Albert Letts (en)[3]
- 1889 : Robert Traill Omond (en)[3]
- 1891 : Thomas Richard Fraser[2]
- 1893 : Cargill Gilston Knott[3]
- 1897 : James Burgess[2],[7]
- 1899 : Hugh Marshall (en)[3]
- 1901 : William Turner (en)[3]
- 1903 : Thomas Hastie Bryce[2]
- 1905 : Alexander Bruce (en)[3]
- 1909 : Alexander Smith (en)[3]
- 1911 : James Russell[3]
- 1913 : James Hartley Ashworth[2]
- 1915 : Robert Mossman (en)[3]
- 1917 : John Stephenson[3]
- 1919 : Ralph Allan Sampson[3]
- 1921 : John Walter Gregory[2]
- 1923 : Herbert Turnbull[3]
- 1925 : Robert Meldrum Craig (en)[3]
- 1927 : Christina Miller[3]
- 1929 : Alan William Greenwood (en)[2]
- 1931 : Alexander Crichton Mitchell (en)[3]
- 1933 : Lancelot Thomas Hogben[2]
- 1935 : Harold Stanley Ruse[3]
- 1937 : Francis Albert Eley Crew (en)[2]
- 1939 : William McCrea[3] et Edward Thomas Copson[2],[8]
- 1941 : James Ritchie[3]
- 1943 : William Leonard Edge[2]
- 1945 : Charlotte Auerbach[2]
- 1947 : Arthur Geoffrey Walker[3]
- 1951 : Daniel Edwin Rutherford[3]
- 1953 : Alexander David Peacock (en)[3]
- 1955 : Ivor Etherington[2]
- 1957 : John Barclay Tait (en)[3]
- 1961 : Robert Alexander Rankin[3]
- 1963 : Reinhold Furth (en)[2]
- 1965 : Alexander John Haddow (en)[2]
- 1967 : Henry Jack (en)[2]
- 1969 : Charles Dewar Waterston[9]
- 1973 : Douglas Jones (en)
- 1973 : Kenneth Blaxter (en)[2]
- 1975 : Michael Stephen Patrick Eastham [10]
- 1977 : Brian John Bluck[9]
- 1979 : John Mackintosh Howie
- 1981 : John William Heslop-Harrison[2]
- 1983 : John Bryce McLeod[9]
- 1987 : John M. Ball[11],[12]
- 1993 : Euan Clarkson[9]
- 1997 : Vladimír Šverák
- 2001 : Non décernée
- 2005 : Non décernée
- 2006 : Antonio De Simone (de), Stefan Müller, Robert Kohn, Felix Otto